# Ibrahim Rojas
Ibrahim Rojas Blanco (* 10. Oktober 1975 in Santa Cruz del Sur) ist ein ehemaliger kubanischer Kanute.

## Erfolge
Ibrahim Rojas nahm zweimal an Olympischen Spielen teil. Bei seinem Olympiadebüt im Jahr 2000 in Sydney startete er im Zweier-Canadier mit Leobaldo Pereira in zwei Rennen und erreichte in beiden das Finale. Auf der 500-Meter-Strecke qualifizierten sie sich in den Vorläufen direkt für den Endlauf, den sie auf dem neunten und damit letzten Platz beendeten. Über 1000 Meter belegten sie im Vorlauf ebenso den zweiten Platz, wie auch im Finale. In 3:38,753 Minuten erreichten sie 1,4 Sekunden hinter den Rumänen Florin Popescu und Mitică Pricop, aber 2,4 Sekunden vor den drittplatzierten Deutschen Stefan Uteß und Lars Kober die Ziellinie.
Bei den Olympischen Spielen 2004 in Athen gehörte Rojas neben Ledis Balceiro erneut zum kubanischen Aufgebot im Zweier-Canadier. Auf der 1000-Meter-Strecke gelang ihnen als Zweite ihres Vorlaufs die direkte Qualifikation für den Endlauf. Im Finale kamen sie in einer Zeit von 3:50,346 Minuten allerdings nicht über den achten und vorletzten Platz hinaus. Besser lief es für Rojas und Balceiro über 500 Meter. Sie belegten den zweiten Platz ihres Vorlaufs und wiederholten diesen Erfolg auch im Finale. Die beiden überquerten nach 1:40,350 Minuten als Zweite die Ziellinie, womit sie die Silbermedaille gewannen. Die Chinesen Meng Guanliang und Yang Wenjun waren nur 72 Tausendstel Sekunden schneller gewesen als die Kubaner, hinter ihnen folgten Alexander Kostoglod und Alexander Kowaljow aus Russland mit 0,26 Sekunden Rückstand.
Zwischen den Spielen war Rojas mit seinen beiden Olympiapartnern auch bei Weltmeisterschaften sehr erfolgreich gewesen. Mit Leobaldo Pereira gewann er 1999 in Mailand im Zweier-Canadier die Silbermedaille über 500 Meter. Bei den Weltmeisterschaften 2001 in Posen wurden er und Pereira Weltmeister über 500 Meter und schlossen die Konkurrenzen über 200 Meter und über 1000 Meter jeweils auf dem dritten Platz ab. 2002 sicherte sich Rojas mit Ledis Balceiro in Sevilla im Zweier-Canadier jeweils den Titelgewinn auf der 200-Meter- und der 500-Meter-Distanz, außerdem gewannen sie über 1000 Meter Bronze. Ein Jahr darauf belegten sie bei den Weltmeisterschaften in Gainesville über 500 Meter den dritten Platz.
Weitere Medaillengewinne gelangen Rojas bei Panamerikanischen Spielen. In Mar del Plata gewann er 1995 im Zweier-Canadier über 1000 Meter die Goldmedaille, 1999 folgten in Winnipeg in dieser Disziplin und auf der 500-Meter-Strecke jeweils eine weitere Goldmedaille. Bei den Panamerikanischen Spielen 2003 in Santo Domingo wiederholte Rojas diesen Doppelerfolg mit dem erneuten Gewinn zweier Goldmedaillen.